# Sargento Cabral megye
Sargento Cabral egy megye Argentínában, Chaco tartományban. A megye székhelye Colonia Elisa.

## Települések
A megye 4 nagyobb településből (Localidades) áll:
- Capitán Solari
- Colonia Elisa
- Colonias Unidas
- Las Garcitas

Kisebb települései (Parajes):